# 威爾遜 (姓氏)
威爾遜（英語：Wilson），或译威耳逊、威尔森，是英文姓氏，在英语国家较为常见，该姓来源于中世纪流行人名威尔（Will）的父名形式。威尔一名来源于一些含有日耳曼词根wil（意思是渴望）的名字。这些名字中最常见的可能是威廉（William），由词根wil和helm组成，意思是“渴望”和“头盔”、“保护。1324年，威尔逊以Willeson的形式首次作为姓氏被记载于英语文献中。

## 人物列表
- 伍德罗·威尔逊，美国政治家，曾任美國總統
- 哈羅德·威爾遜，英国政治家，曾任英国首相
- 罗伯特·威尔逊，美国射电天文学家
- 艾德华·威尔森，美国昆虫学家
- 查尔斯·威尔逊，英国物理学家，诺贝尔物理奖得主
- 厄内斯特·亨利·威尔逊，20世纪初英国植物学家，探险家。
- 欧文·威尔逊，美国演员和剧作家。
- 丹尼·威爾遜，蘇格蘭足球運動員。
- 詹姆斯·威尔逊，英格蘭足球運動員。
- 白琪·威爾遜，加拿大兒童文學作家。
- 威尔伯·威尔逊，美以美会传教士
- Joe Wilson，美国政治家，曾任參議院議員
- 英格兰数学家John Wilson的威尔逊定理